# Tom De Weerdt
Tom De Weerdt, ook bekend als DJ Low, (Wilrijk, 15 juni 1967 - Mortsel, 4 december 2014), was een Belgische diskjockey en de oprichter van het platenlabel Lowlands (1992-2008) dat vaak erg obscure muziek uitbracht. 
De Weerdt werd geïnspireerd een eigen label op te zetten nadat hij zijn masterthesis als socioloog maakte over het platenlabel Recommended Records, zelf een label dat weinig bekende muziek uitbracht. Omdat de muziek in die tijd zo moeilijk te bereiken was, begon hij zelf muziek te verdelen vanuit zijn slaapkamer, de geboorte van Lowlands. Via het label werd o.m. de toen nog onbekende Fatboy Slim verdeeld.
In de beginjaren van Lowlands werkte De Weerdt vaak samen met Daan Stuyven, die toen nog de kost verdiende als grafisch ontwerper en vaak platenhoezen maakte voor de uitgaven van Lowlands. Later zou het label het album 'Victory' uitbrengen, het doorbraakalbum voor Daan. Lowlands verdeelde verder onder meer de muziek van A Brand, Buscemi, Maskesmachine en Vive la Fête. 
Omwille van de duidelijkheid werden uiteindelijk een aantal sublabels opgericht (zoals Downsall Plastics, Audioview en Surprise), elk met hun specialiteit (bv. drum & bass) 
Lowlands ging in 2008 failliet en De Weerdt was verplicht om zijn extreem grote platencollectie (met vaak erg obscure nummers) van de hand te doen.
Hij overleed in 2014 op 47-jarige leeftijd.
In november 2015 vond in de Antwerpse club Petrol een benefietconcertplaats met de bedoeling zijn platencollectie te conserveren. Onder meer Daan, Dennis Tyfus, Rudy Trouvé, Eriksson Delcroix, Nid & Sancy, Eric Sleichim, Capsule, Luc Van Acker, Andy Votel, Kloot Per W, Mo Becha en Hugo Capablanca traden op.